# Lei de Rayleigh-Jeans

Comparação da Lei de Rayleigh-Jeans com a Lei de Wien e a Lei de Planck, por um corpo de temperatura de 8 mK

Em física, a lei de Rayleigh-Jeans, primeiramente proposta no início do século XX, com o objetivo de descrever a radiação espectral da radiação eletromagnética de todos os comprimentos de onda desde um corpo negro a uma temperatura dada. Expressa a densidade de energia de um radiação de corpo negro de comprimento de onda λ como
{\displaystyle f(\lambda )=8\pi k{\frac {T}{\lambda ^{4}}}}
também sendo escrita na forma
{\displaystyle B_{\lambda }(T)={\frac {2ckT}{\lambda ^{4}}}}
onde λ está em metros, c é a velocidade da luz, T é a temperatura em Kelvins, e k é a constante de Boltzmann.
A lei é derivada de argumentos da física clássica. Lord Rayleigh obteve pela primeira vez o quarto grau da dependência do comprimento de onda em 1900; uma derivação mais completa, a qual incluía uma constante de proporcionalidade, foi apresentada por Rayleigh e Sir James Jeans em 1905. Esta agregava umas medidas experimentais para comprimentos de onda. Entretanto, esta predizia uma produção de energia que tendia ao infinito já que o comprimento de onda se fazia cada vez menor. Esta ideia não se sustentava pelos experimentos e a falta se conheceu como a "catástrofe ultravioleta"; entretanto, não foi, como as vezes se afirma nos livros-texto de física, uma motivação para a teoria quântica.
A lei concorda com medições experimentais para grandes comprimentos de onda mas discorda para comprimentos de onda pequenos.
Em 1900 Max Planck revisou a lei, obtendo uma lei um tanto diferente, a qual estabeleceu:
{\displaystyle f(\lambda )=8\pi hc{\frac {\lambda ^{-5}}{e^{\frac {hc}{\lambda kT}}-1}}}
que pode ser escrita também na forma
{\displaystyle B_{\lambda }(T)={\frac {2c^{2}}{\lambda ^{5}}}~{\frac {h}{e^{\frac {hc}{\lambda kT}}-1}}}
onde h é a constante de Planck e c é a velocidade da luz. Esta é a Lei de Planck expressa em termos de comprimento de onda λ = c /ν. A lei de Planck não sofre de uma "catástrofe ultravioleta", e assim de acordo com os dados experimentais, mas seu pleno significado só se apreciaria vários anos mais tarde. No limite de temperaturas muito altas ou grandes comprimentos de onda, no termo exponencial se converte no pequeno, pelo que o denominador se converte em aproximadamente hc / kT λ série de potências de expansão. Isto lhe dá o nome de Lei de Rayleigh-Jeans.

## A fórmula
Primeira tentativa de calcular a densidade de energia dentro da caixa, derivada do teorema da equipartição termodinâmica, usando a lei de distribuição de modo normal obtida do eletromagnetismo clássico multiplicada pela energia média dos modos vibracionais:
As duas teorias utilizadas, eletromagnetismo e termodinâmica estatística, foram amplamente testadas e amplamente aceitas na física da época. Jeans mais tarde fez uma pequena correção relacionada ao fator 8, que foi causado por um erro no cálculo de Rayleigh do número de estados.
A lei de distribuição resultante passou a ser chamada de distribuição Rayleigh-Jeans.
Embora a distribuição obtida utilize uma teoria bem testada e completamente confiável, seus resultados são corretos apenas na faixa de baixas frequências.
Para o limite oposto, a distribuição Rayleigh-Jeans apresenta resultados completamente inconsistentes, produzindo densidade de energia e, portanto, emissividade espectral divergente com frequência crescente.
O número de modos de vibração eletromagnética no interior de uma caixa quadrada com dimensões iguais a {\displaystyle I}, no intervalo de frequências entre {\displaystyle \nu } e {\displaystyle \nu } e {\displaystyle \nu +d\nu }, é dado por {\displaystyle N(\nu )d\nu }.
{\displaystyle {N(\nu )d\nu ={\frac {8\pi l^{2}\nu ^{2}}{c^{3}}}d\nu }}
Nesta equação, deve-se notar que a existência de volume é expressa como o cubo da caixa tamanho l.
O número de estados eletromagnéticos depende dessa quantidade, embora a densidade de estados, formalmente o número de estados dividido pelo volume, não seja.
A energia média de cada modo vibracional eletromagnético é dada pelo teorema da equipartição, que é o resultado da seguinte integração, assumindo equilíbrio térmico e um contínuo de valores possíveis para a energia:
{\displaystyle <E>={\frac {\int _{0}^{\infty }\varepsilon e^{-\varepsilon /kT}d\varepsilon }{\int _{0}^{\infty }e^{-\varepsilon /kT}d\varepsilon }}}
A equação apresenta bom comportamento, reproduzindo qualitativa e quantitativamente os resultados experimentais na região de baixa frequência. No entanto, na região de alta frequência, a equação produz resultados absurdos, sugerindo uma contradição teórica, pois nessa região a densidade de energia é assintoticamente infinita.
O resultado, conhecido como catástrofe do ultravioleta, sugere que uma das teorias usadas para desenvolver a equação, é conhecida como eletromagnetismo ou teorema da equipartição.

## Descrição clássica
Como exemplo mais simples de um corpo radiante, tem-se o oscilador harmônico linear de frequência própria {\displaystyle \nu }.
Para este oscilador, pode-se determinar a energia radiada por segundo; sendo esta radiação equivalente à radiação emitida por um dipolo oscilante a qual é dada pela equação:
{\displaystyle \mu \nu ={\frac {8\pi \nu ^{2}}{c^{3}{}}}\varepsilon }
onde {\displaystyle \varepsilon } é a energia média dos osciladores. Pela lei de equipartição de energia, é possível chegar a este valor de energia, dado na equação:
{\displaystyle \varepsilon ={\frac {1}{\beta }}=kT}
onde {\displaystyle k} é a constante de Boltzmann e {\displaystyle T} é a temperatura. Substituindo o valor de na equação de {\displaystyle \mu \nu }, obtém-se:
{\displaystyle \mu \nu ={\frac {8\pi \nu ^{2}}{c^{3}{}}}kT}
Entretanto, por essa lei, o aumento da frequência implica em aumento da energia radiante até que lim ν → ∞ ⇒ μν → ∞. Esta incoerência ficou conhecida como catástrofe do ultravioleta.